# 红碱淖
红碱淖，中国陕西省北部毛乌素沙漠内一淡水内流湖，属神木市尔林兔镇管辖。红碱淖曾经生活着17种鱼类和80多种水鸟，是国家一级保护动物遗鸥的主要栖息地。紅鹼淖是中國境內“最大的沙漠淡水湖”，全球95%遺鷗集聚於紅鹼淖棲息繁衍，2011年紅鹼淖的成鳥數量大概有七千巢，一萬五千隻，由於湖水減少，2016年僅四千巢。

## 概要
歷史上最大水域面積為1969年67平方公里，此後維持在50~60平方公里之間，2000年開始不斷顯著下降，2015年不到30平方公里，一度被認爲可能成為「第二個消失的羅布泊」。红碱淖歷史上有木独石犁河、壕赖河、七卜素河、营盘河、拖河、蟒盖兔河和尔林兔河等七条季节河，1997年前後其中四條相繼斷流，餘下三條，其中的补水河流营盘河及蟒盖兔河在内蒙古境内，2004年伊金霍洛旗在兩條河流建設水壩，下遊河道開始乾枯，2006年营盘河上遊的札萨克水库蓄水，下遊斷流，2009年蟒盖兔河上遊的水庫蓄水，下遊斷流，自此給红碱淖補水僅剩七卜素河，而七卜素河只提供過去20%水量。入湖水量的減少，加上神木市當地煤炭開采大量使用红碱淖的水資源，2019年估計红碱淖流域的煤炭開采，對地下水資源破壞量約9400萬平方米，當地工業用水占整體44%。湖水不斷減少，湖水PH值也不斷上升，一度高達9.8，湖内魚類也盡數消失。
2016年陝西和内蒙古達成協議，札萨克水库每年給红碱淖補水100萬平方米，并對在神木市境内的七卜素河主河道進行全面整治，2020年红碱淖水域面積恢復到35平方公里。

## 其他
另外，由於紅鹼淖位處於陝西省神木市跟內蒙古自治區伊金霍洛旗的邊境，兩地經常因為土地資源的利用問題發生爭執，從網上的口舌之爭演變至雙方的警民衝突。